# Photosphère

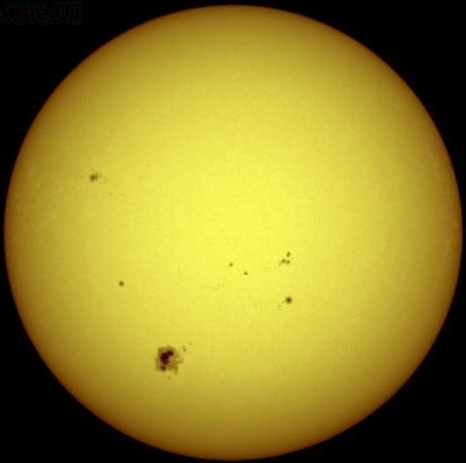
La photosphère solaire. L'assombrissement centre-bord visible sur cette image est une caractéristique de la photosphère.

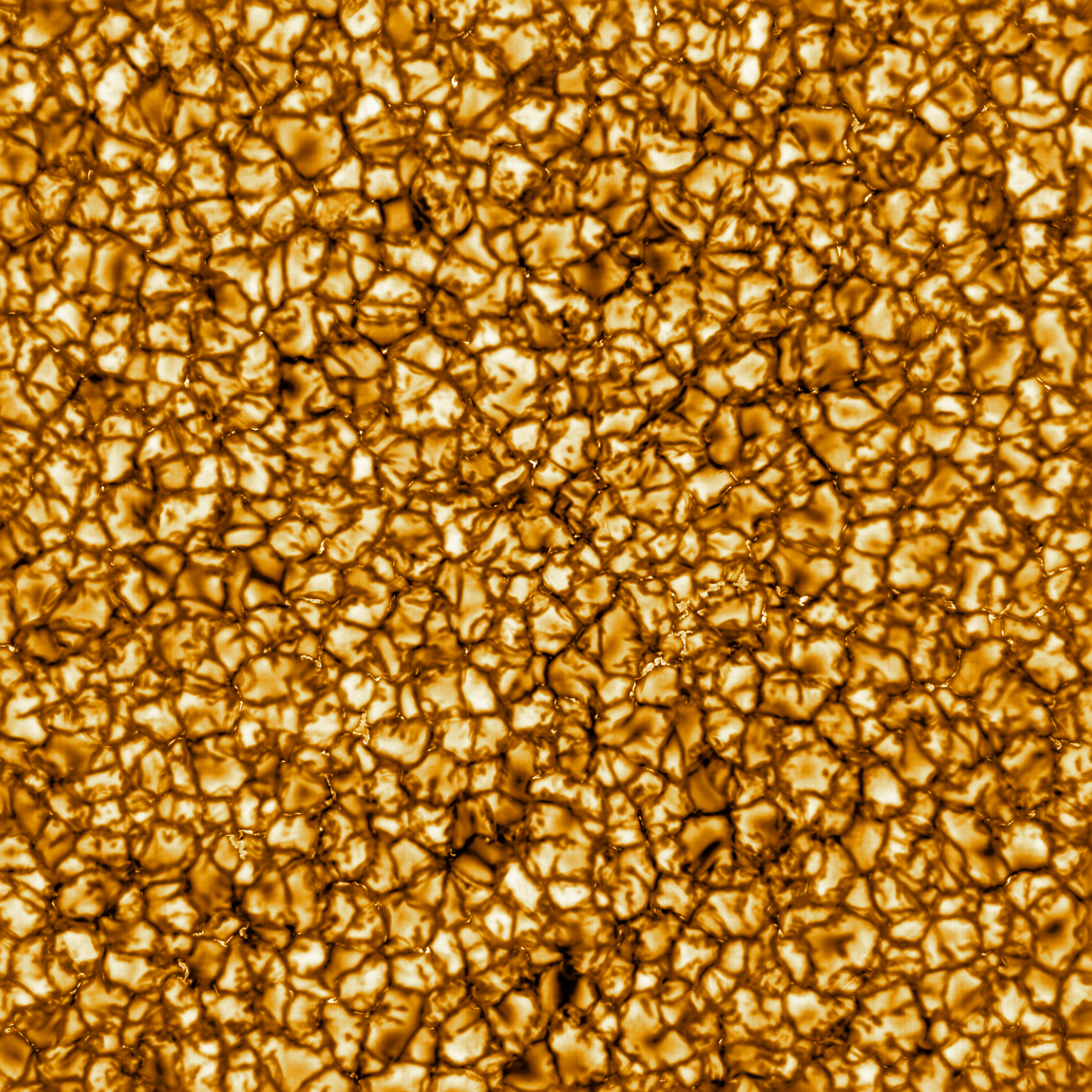
Image de la surface du soleil captée par le télescope solaire Daniel-K.-Inouye, en janvier 2020.

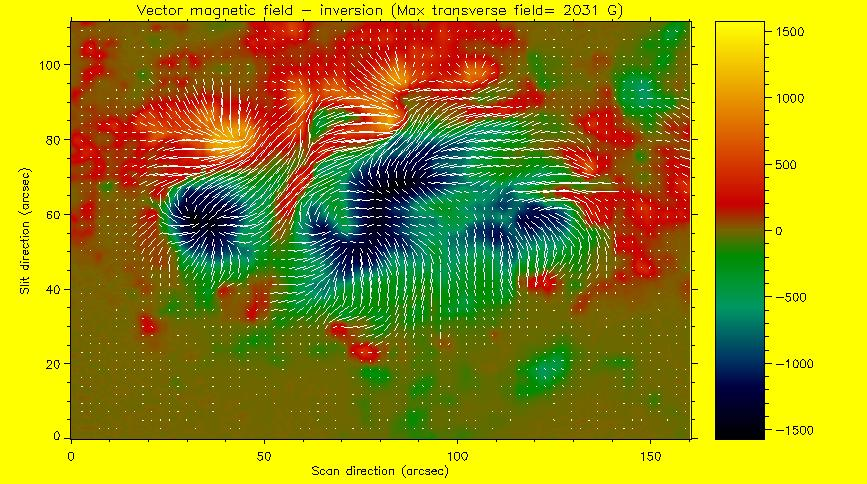
Le champ magnétique au niveau d'un groupe de taches froides de la photosphère solaire (intensité exprimée en gauss). Les niveaux de couleur décrivent la composante du champ magnétique le long de la ligne de visée. Les traits blancs illustrent la composante du champ perpendiculaire à la ligne de visée. Image obtenue à partir d'observations du télescope solaire THEMIS et traitée par BASS 2000.

La photosphère est la couche de gaz qui constitue la surface visible des étoiles, en particulier du Soleil, et où se forment la plupart des raies spectrales depuis l'ultraviolet jusqu'à l'infrarouge. L'étude de cette couche de gaz permet de définir certaines caractéristiques fondamentales d'une étoile, comme la mesure de sa composition chimique, de sa température et de sa gravité de surface, de son champ magnétique, ou encore des champs de vitesse associés à ses pulsations, à son mouvement rotationnel ou à son mouvement global.

## Définition optique
Il est possible de définir la surface de base de la photosphère au moyen de considérations optiques.
Pour une longueur d'onde donnée, c'est la surface sphérique telle que la profondeur optique mesurée sur une ligne de visée allant de cette surface à un observateur situé loin de l'étoile soit exactement égale à l'unité. Ainsi la surface visible du Soleil est elle définie comme le lieu pour lequel la profondeur optique à 500 nm vaut 1.

## Propriétés
Pour le Soleil, la photosphère a une épaisseur de quelques centaines de kilomètres et permet de définir une température dite effective de 5 780 kelvins. La densité moyenne dans la photosphère est environ 3 × 10−7 g/cm3, à-peu-près 4 000 fois moins que l'air terrestre au niveau de la mer. Elle présente un aspect irrégulier causé par le réseau de granules liées aux mouvements convectifs du gaz et devient parsemée de taches solaires, régions localement plus froides et abritant un champ magnétique intense (de l'ordre de 0,3 teslas) d'autant plus nombreuses que l'on est proche d'un maximum du cycle solaire de 11 ans.
Entre la photosphère et le cœur du Soleil, la température et la pression augmentent lorsque la distance au centre du Soleil diminue. Quand on passe de la photosphère à la chromosphère puis à la couronne, la pression diminue. La température atteint un minimum puis réaugmente. La chromosphère et la photosphère sont complémentaires.